# Маккинли, Тош
То́мас Вэ́лли Макки́нли (англ. Thomas Valley McKinlay; 3 декабря 1964, Глазго, Шотландия), более известный как Тош Макки́нли (англ. Tosh McKinlay) — шотландский футболист. Выступал на позиции левого защитника.
За свою 19-летнюю карьеру футболиста Тош играл за такие клубы, как шотландские «Данди», «Харт оф Мидлотиан», «Селтик» и «Килмарнок», английский «Сток Сити» и швейцарский «Грассхоппер».
В национальной сборной Шотландии Маккинли провёл 22 матча. Участник чемпионата Европы 1996 и мирового первенства 1998.

## Клубная карьера
Тош родился 3 декабря 1964 года в шотландском городе Глазго.
Маккинли с детства увлекался футболом, играл за команды школ, где учился — начальной «Сент-Питерс Бойз» (англ. St Peter’s Boys Primary) в Партике и «Святой Томас Аквинский» (англ. St Thomas Aquinas) из района Глазго, Джорданхилла. Тош в этот период выступал на позиции левого вингера, много забивал. Уже на более позднем этапе своей юношеской карьеры он был переведён в оборону, где окончательно и обосновался.
Маккинли, благодаря увлечению своего отца футболом, с раннего детства болел за глазговский «Селтик», старался не пропустить ни одного домашнего матча «бело-зелёных». Поэтому, когда в 1980 году на него вышли скауты «кельтов» с предложением продолжить спортивное образование в Академии клуба, Тош долго не раздумывал, с радостью ответив согласием.
Тем не менее через год руководство «Селтика» отказалось подписывать профессиональный контракт с Маккинли, сочтя его «бесперспективным». Практически сразу после этого Тош перебрался в «Данди», заключив с «тёмно-синими» соглашение о сотрудничестве. В своём новом клубе молодой футболист сразу же стал игроком основного состава. Проведя семь лет в дандийской команде, Маккинли в декабре 1988 года был куплен эдинбургским клубом «Харт оф Мидлотиан», который заплатил за него 300 тысяч фунтов стерлингов. На «Тайнкасл» Тош играл до 1994 года, после чего попросил руководство «сердец» отпустить его из-за психологических проблем, связанных со смертью малолетнего сына футболиста. Эта просьба была понята в эдинбургской команде, и игрок был выставлен на трансфер.
В ноябре 1994 года Тош вернулся в родной Глазго, где после подписал соглашение о сотрудничестве с «Селтиком». Сумма, заплаченная «кельтами» эдинбургцам составила 350 тысяч фунтов.
По итогам первого же сезона в стане «бело-зелёных» Маккинли выиграл свой первый трофей, став с «Селтиком» обладателем Кубка Шотландии. Тош был игроком стартового состава «кельтов» до конца 1998 года, после чего был вытеснен из числа первых одиннадцати игроков новичком команды Стефаном Маэ.
В январе 1999 года Тош был отдан по двухмесячному арендному соглашению в английский клуб «Сток Сити». По возвращении из ссуды Маккинли так и не смог отвоевать место в основном составе «Селтика» и в октябре 1999 года покинул клуб.
Новым работодателем шотландца стал швейцарский «Грассхоппер». Проведя с «кузнечиками» всего три месяца Тош вернулся на родину, где подписал контракт с «Килмарноком». За «килли» Маккинли играл до конца сезона 1999/00, после чего объявил о завершении карьеры футболиста.

### Клубная статистика
| Клуб                         | Сезон                        | Чемпионат | Чемпионат | Кубок | Кубок | Кубок Лиги | Кубок Лиги | Еврокубки | Еврокубки | Итого | Итого |
| Клуб                         | Сезон                        | Игры      | Голы      | Игры  | Голы  | Игры       | Голы       | Игры      | Голы      | Игры  | Голы  |
| ---------------------------- | ---------------------------- | --------- | --------- | ----- | ----- | ---------- | ---------- | --------- | --------- | ----- | ----- |
| Данди                        | 1982/83                      | 1         | 0         | —     | —     | —          | —          | —         | —         | 1     | 0     |
| Данди                        | 1983/84                      | 36        | 3         | —     | —     | —          | —          | —         | —         | 36    | 3     |
| Данди                        | 1984/85                      | 34        | 3         | —     | —     | —          | —          | —         | —         | 34    | 3     |
| Данди                        | 1985/86                      | 22        | 0         | —     | —     | —          | —          | —         | —         | 22    | 0     |
| Данди                        | 1986/87                      | 32        | 2         | —     | —     | —          | —          | —         | —         | 32    | 2     |
| Данди                        | 1987/88                      | 19        | 0         | —     | —     | —          | —          | —         | —         | 19    | 0     |
| Данди                        | 1988/89                      | 18        | 0         | —     | —     | —          | —          | —         | —         | 36    | 1     |
| Всего за «Данди»             | Всего за «Данди»             | 162       | 8         | 0     | 0     | 0          | 0          | 0         | 0         | 162   | 8     |
| Харт оф Мидлотиан            | 1988/89                      | 17        | 1         | —     | —     | —          | —          | —         | —         | 17    | 1     |
| Харт оф Мидлотиан            | 1989/90                      | 29        | 1         | —     | —     | —          | —          | —         | —         | 29    | 1     |
| Харт оф Мидлотиан            | 1990/91                      | 33        | 2         | —     | —     | —          | —          | —         | —         | 33    | 2     |
| Харт оф Мидлотиан            | 1991/92                      | 39        | 2         | —     | —     | —          | —          | —         | —         | 39    | 2     |
| Харт оф Мидлотиан            | 1992/93                      | 34        | 0         | —     | —     | —          | —          | —         | —         | 34    | 0     |
| Харт оф Мидлотиан            | 1993/94                      | 43        | 2         | —     | —     | —          | —          | —         | —         | 43    | 2     |
| Харт оф Мидлотиан            | 1994/95                      | 11        | 0         | —     | —     | —          | —          | —         | —         | 11    | 0     |
| Всего за «Харт оф Мидлотиан» | Всего за «Харт оф Мидлотиан» | 206       | 8         | 0     | 0     | 0          | 0          | 0         | 0         | 206   | 8     |
| Селтик                       | 1994/95                      | 17        | 0         | 5     | 0     | —          | —          | —         | —         | 22    | 0     |
| Селтик                       | 1995/96                      | 32        | 0         | 4     | 0     | 3          | 0          | 4         | 0         | 43    | 0     |
| Селтик                       | 1996/97                      | 27        | 0         | 6     | 0     | 1          | 0          | 3         | 0         | 37    | 0     |
| Селтик                       | 1997/98                      | 5         | 0         | —     | —     | 1          | 0          | 4         | 0         | 10    | 0     |
| Селтик                       | 1998/99                      | 18        | 0         | 3     | 0     | 1          | 0          | 4         | 0         | 26    | 0     |
| Селтик                       | 1999/00                      | —         | —         | —     | —     | —          | —          | 1         | 0         | 1     | 0     |
| Всего за «Селтик»            | Всего за «Селтик»            | 99        | 0         | 18    | 0     | 6          | 0          | 16        | 0         | 139   | 0     |
| Сток Сити                    | 1997/98                      | 3         | 0         | —     | —     | —          | —          | —         | —         | 3     | 0     |
| Всего за «Сток Сити»         | Всего за «Сток Сити»         | 3         | 0         | 0     | 0     | 0          | 0          | 0         | 0         | 3     | 0     |
| Грассхоппер                  | 1999/00                      | 4         | 0         | —     | —     | —          | —          | —         | —         | 4     | 0     |
| Всего за «Грассхоппер»       | Всего за «Грассхоппер»       | 4         | 0         | 0     | 0     | 0          | 0          | 0         | 0         | 4     | 0     |
| Килмарнок                    | 1999/00                      | 15        | 0         | —     | —     | 1          | 0          | —         | —         | 16    | 0     |
| Всего за «Килмарнок»         | Всего за «Килмарнок»         | 15        | 0         | 0     | 0     | 1          | 0          | 0         | 0         | 16    | 0     |
| Всего за карьеру             | Всего за карьеру             | 489       | 16        | 18    | 0     | 7          | 0          | 16        | 0         | 530   | 16    |

## Сборная Шотландии
В сборной Шотландии Тош дебютировал достаточно поздно — 16 августа 1995 года он впервые надел футболку национальной команды на отборочный матч к чемпионату Европы 1996 против Греции в возрасте 30 лет.
Тем не менее за три года, проведённых в составе «горцев», он защищал цвета «тартановой армии» 22 раза, участвовал в чемпионате Европы 1996 и мировом первенстве 1998.

### Матчи и голы за сборную Шотландии
| №  | Дата            | Место                                            | Оппонент  | Счёт | Голы Маккинли | Соревнование                                                      |
| 1  | 16 августа 1995 | «Хэмпден Парк», Глазго, Шотландия                | Греция    | 1:0  | —             | Отборочный матч чемпионата Европы по футболу 1996                 |
| 2  | 6 сентября 1995 | «Хэмпден Парк», Глазго, Шотландия                | Финляндия | 1:0  | —             | Отборочный матч чемпионата Европы по футболу 1996                 |
| 3  | 24 апреля 1996  | «Паркен», Копенгаген, Дания                      | Дания     | 0:2  | —             | Товарищеский матч                                                 |
| 4  | 29 мая 1996     | «Майами Оранж Боул», Майами, США                 | Колумбия  | 0:1  | —             | Товарищеский матч                                                 |
| 5  | 15 июня 1996    | «Уэмбли», Лондон, Англия                         | Англия    | 0:2  | —             | Чемпионат Европы по футболу 1996 (финальные игры, групповой этап) |
| 6  | 18 июня 1996    | «Вилла Парк», Бирмингем, Англия                  | Швейцария | 1:0  | —             | Чемпионат Европы по футболу 1996 (финальные игры, групповой этап) |
| 7  | 31 августа 1996 | «Эрнст Хаппель», Вена, Австрия                   | Австрия   | 0:0  | —             | Отборочный матч чемпионата мира по футболу 1998                   |
| 8  | 5 октября 1996  | «Даугава», Рига, Латвия                          | Латвия    | 2:0  | —             | Отборочный матч чемпионата мира по футболу 1998                   |
| 9  | 10 ноября 1996  | «Айброкс», Глазго, Шотландия                     | Швеция    | 1:0  | —             | Отборочный матч чемпионата мира по футболу 1998                   |
| 10 | 11 февраля 1997 | «Луи II», Фонвьей, Монако                        | Эстония   | 0:0  | —             | Отборочный матч чемпионата мира по футболу 1998                   |
| 11 | 29 марта 1997   | «Регби Парк», Килмарнок, Шотландия               | Эстония   | 2:0  | —             | Отборочный матч чемпионата мира по футболу 1998                   |
| 12 | 2 апреля 1997   | «Селтик Парк», Глазго, Шотландия                 | Австрия   | 2:0  | —             | Отборочный матч чемпионата мира по футболу 1998                   |
| 13 | 30 апреля 1997  | «Уллеви», Гётеборг, Швеция                       | Швеция    | 1:2  | —             | Отборочный матч чемпионата мира по футболу 1998                   |
| 14 | 27 мая 1997     | «Регби Парк», Килмарнок, Шотландия               | Уэльс     | 0:1  | —             | Товарищеский матч                                                 |
| 15 | 1 июня 1997     | Национальный стадион, Та'Кали, Мальта            | Мальта    | 3:2  | —             | Товарищеский матч                                                 |
| 16 | 8 июня 1997     | «Динамо», Минск, Беларусь                        | Беларусь  | 1:0  | —             | Отборочный матч чемпионата мира по футболу 1998                   |
| 17 | 7 сентября 1997 | «Питтодри», Абердин, Шотландия                   | Беларусь  | 4:1  | —             | Отборочный матч чемпионата мира по футболу 1998                   |
| 18 | 11 октября 1997 | «Селтик Парк», Глазго, Шотландия                 | Латвия    | 2:0  | —             | Отборочный матч чемпионата мира по футболу 1998                   |
| 19 | 12 ноября 1997  | «Жеффруа Гишар», Сент-Этьен, Франция             | Франция   | 1:2  | —             | Товарищеский матч                                                 |
| 20 | 30 мая 1998     | Стадион имени Роберта Ф. Кеннеди, Вашингтон, США | США       | 0:0  | —             | Товарищеский матч                                                 |
| 21 | 10 июня 1998    | «Стад де Франс», Париж, Франция                  | Бразилия  | 1:2  | —             | Чемпионат мира по футболу 1998 (финальные игры, групповой этап)   |
| 22 | 23 июня 1998    | «Жеффруа Гишар», Сент-Этьен, Франция             | Марокко   | 0:3  | —             | Чемпионат мира по футболу 1998 (финальные игры, групповой этап)   |

Итого: 22 матча / 0 голов; 11 побед, 3 ничьих, 8 поражений.

### Сводная статистика игр/голов за сборную
| Сборная          | Год              | Отборочные матчи ЧМ | Отборочные матчи ЧМ | Финальные матчи ЧМ | Финальные матчи ЧМ | Отборочные матчи ЧЕ | Отборочные матчи ЧЕ | Финальные матчи ЧЕ | Финальные матчи ЧЕ | Товарищеские матчи | Товарищеские матчи | Итого | Итого |
| Сборная          | Год              | Игры                | Голы                | Игры               | Голы               | Игры                | Голы                | Игры               | Голы               | Игры               | Голы               | Игры  | Голы  |
| ---------------- | ---------------- | ------------------- | ------------------- | ------------------ | ------------------ | ------------------- | ------------------- | ------------------ | ------------------ | ------------------ | ------------------ | ----- | ----- |
| Шотландия        | 1995             | —                   | —                   | —                  | —                  | 2                   | 0                   | —                  | —                  | —                  | —                  | 2     | 0     |
| Шотландия        | 1996             | 3                   | 0                   | —                  | —                  | —                   | —                   | 2                  | 0                  | 2                  | 0                  | 7     | 0     |
| Шотландия        | 1997             | 7                   | 0                   | —                  | —                  | —                   | —                   | —                  | —                  | 3                  | 0                  | 10    | 0     |
| Шотландия        | 1998             | —                   | —                   | 2                  | 0                  | —                   | —                   | —                  | —                  | 1                  | 0                  | 3     | 0     |
| Всего за карьеру | Всего за карьеру | 10                  | 0                   | 2                  | 0                  | 2                   | 0                   | 2                  | 0                  | 6                  | 0                  | 22    | 0     |

## Достижения
«Селтик»
- Чемпион Шотландии: 1997/98
- Обладатель Кубка Шотландии: 1984/85
- Обладатель Кубка шотландской лиги: 1996/97

## Медиа карьера
По окончании карьеры игрока Маккинли некоторое время работал в качестве эксперта для одного норвежского интернет-издания. В настоящее время Тош является спортивным агентом, работающим в «Селтик Медиа».